# GP La Marseillaise 2024
De 45e editie van de wielerwedstrijd GP La Marseillaise werd verreden op 28 januari 2024. Titelverdediger was Neilson Powless. De start van deze editie vond plaats in Marseille. Zo'n 168 kilometer verderop lag de finish, dat was in opnieuw in Marseille. Kevin Geniets won in de sprint van de Fransman Alex Baudin.
De wedstrijd was onderdeel van de UCI Europe Tour en de Coupe de France.

## Verloop
De eerste ontsnapping bestond uit Alexander Konijn, Jonathan Couanon, Maël Guégan, Jelle Vermoote en Célestin Guillon. Zij werden teruggegrepen, in de tweede ontsnapping zat opnieuw Vermoote samen met Alex Colman, Hugo Toumire en Théo Delacroix later sloot ook Jean-Louis Le Ny aan. De kopgroep werd gegrepen aan de voet van de Route des Crêtes op 30 kilometer van de streep.
Op de Route des Crêtes viel de Fransman Rémy Rochas aan. Enkel Kévin Geniets en Alex Baudin konden aansluiten en Rochas moest bij een aanval van Baudin zelf lossen. In de achtergrond viel Kévin Vauquelin nog aan maar kon het gat niet meer dichten. Kevin Geniets won in de sprint van de Fransman Alex Baudin. In de pelotonsprint won Pierre Gautherat voor Pau Miquel en Quentin Pacher.

## Uitslag
| Plaats  | Naam             | Ploeg                      | tijd     |
| ------- | ---------------- | -------------------------- | -------- |
| Winnaar | Kevin Geniets    | Groupama-FDJ               | 4u07'52" |
| 2       | Alex Baudin      | Decathlon AG2R La Mondiale | z.t.     |
| 3       | Kévin Vauquelin  | Arkéa-Samsic               | +10"     |
| 4       | Pierre Gautherat | Decathlon AG2R La Mondiale | +1'14"   |
| 5       | Pau Miquel       | Equipo Kern Pharma         | z.t.     |
| 6       | Quentin Pacher   | Groupama-FDJ               | z.t.     |
| 7       | Jenno Berckmoes  | Lotto Dstny                | z.t.     |
| 8       | Eduard Prades    | Caja Rural-Seguros RGA     | z.t.     |
| 9       | Matteo Trentin   | Tudor Pro Cycling Team     | z.t.     |
| 10      | Damien Girard    | Nice Métropole Côte d'Azur | z.t.     |

1980 · 1981 · 1982 · 1983 · 1984 · 1985 · 1986 · 1987 · 1988 · 1989 · 1990 · 1991 · 1992 · 1993 · 1994 · 1995 · 1996 · 1997 · 1998 · 1999 · 2000 · 2001 · 2002 · 2003 · 2004 · 2005 · 2006 · 2007 · 2008 · 2009 · 2010 · 2011 · 2012 · 2013 · 2014 · 2015 · 2016 · 2017 · 2018 · 2019 · 2020 · 2021 · 2022 · 2023 · 2024 · 2025